# Suchostrzygi
Suchostrzygi (kaszub. Sëchostrzëgé; niem. Lunau) – dawna wieś kociewska, od 1 lipca 1952 roku część Tczewa, obecnie jego największe osiedle.

## Opis osiedla
Suchostrzygi liczą około 20 tys. mieszkańców. Powstały w miejscu wsi istniejącej już w XIV wieku. Niedaleko Suchostrzyg ma źródła Motława. Była to niegdyś rzeka płynąca okresowo, stąd w języku polskim nazywana była Suchostrzygą, zaś osiedle Kardynanad rzeką to dzisiejsze Suchostrzygi. Motława płynie obecnie na łąkach pomiędzy osiedlem a wsią Zajączkowo.
Suchostrzygi tworzą:
- osiedle Suchostrzygi
- osiedle Suchostrzygi II
- osiedle Prątnica
- osiedle Bajkowe
- Malinowo

Suchostrzygi to silnie zurbanizowane, duże osiedle mieszkaniowe, handlowe i przemysłowe. Znajdują się tutaj banki, firmowe sklepy odzieżowe itd. W południowej części osiedla umiejscowiona jest podstefa Pomorskiej Specjalnej Strefy Ekonomicznej oraz tereny przemysłowe po zlikwidowanym przedsiębiorstwie Unimor. Osiedle Suchostrzygi zabudowane jest w dużej mierze przez bloki 4- i 10-piętrowe, których budowa przypada na drugą połowę lat 70. i 80. XX w. Osiedle Prątnica (pierwsze budynki z lat 60. XX w.) – domy wolno stojące, w większości jednorodzinne, natomiast osiedle Bajkowe powstało w ostatnich latach XX w. na terenie dawnej wsi Piotrowo. Osiedle to posiada spory potencjał mieszkaniowy, który cały czas sukcesywnie rozwija, tworząc nowoczesne budownictwo mieszkaniowe. Malinowo to północno-wschodnia część osiedla Suchostrzygi, powstała na obszarze dawnego majątku ziemskiego, później wsi o tej samej nazwie. Od lat 60. do końca lat 90. XX w. znajdował się tam Kombinat Owocowo-Warzywny Malinowo (rozbudowany zespół szklarniowy), na którego terenie obecnie zlokalizowane są duże obiekty handlowe.

## Wspólnoty wyznaniowe
- Kościół rzymskokatolicki:
  - parafia Najświętszej Maryi Panny Matki Kościoła
  - parafia Jezusa Chrystusa Króla Wszechświata

Na Suchostrzygach znajduje się także plac Papieski wraz ze znajdującym się w jego centrum pomnikiem Jana Pawła II.
- Świadkowie Jehowy:
  - zbór Tczew-Suchostrzygi[2].

## Edukacja
Na osiedlu funkcjonują następujące szkoły:
- II Liceum Ogólnokształcące im. Jana III Sobieskiego
- Szkoła Podstawowa nr 4 im. Kardynała Stefana Wyszyńskiego (wcześniej Gimnazjum nr 3 o tym samym patronie, utworzone ze Szkoły Podstawowej nr 4 im. Marii Konopnickiej).
- Szkoła Podstawowa nr 8 im. św. Wojciecha (wcześniej im. Obrońców Westerplatte)
- Szkoła Podstawowa nr 12 im. Bronisława Malinowskiego